# Les Survivants du Goliath
Pour plus de détails, voir Fiche technique et Distribution.
Les Survivants du Goliath (titre original : Goliath Awaits) est un téléfilm thriller de science-fiction américain diffusé à l'origine en deux parties en novembre 1981 directement à la télévision américaine.

## Synopsis
L'histoire est celle de survivants retrouvés en 1981 dans l'épave d'un paquebot coulé — le RMS Goliath — par un sous-marin allemand pendant la Seconde Guerre mondiale en 1939.

## Distribution
- Mark Harmon : Peter Cabot

- Christopher Lee : John McKenzie
- Eddie Albert : Amiral Wiley Sloan
- John Carradine : Ronald Bentley
- Alex Cord : Dr. Sam Marlowe
- Robert Forster : Commandant Jeff Selkirk
- Frank Gorshin : Dan Wesker
- Jean Marsh : Dr. Goldman
- John McIntire : Senator Oliver Bartholemew
- Jeanette Nolan : Madame Bartholomew
- Duncan Regehr : Paul Ryker
- Emma Samms : Lea McKenzie
- Kirk Cameron : Liam
- Lori Lethin (en) : Maria
- John Ratzenberger : Bill Sweeney

## Tournage
Les intérieurs du Goliath ont été principalement filmés sur place à bord du Queen Mary.